# Majczen Mária
Majczen Mária, névvariáns: Majcen (Zamušani, Jugoszlávia, 1937. december 5. – Budapest, Józsefváros, 1974. november 19.) Jászai Mari-díjas magyar színésznő, a Veszprémi Petőfi Színház örökös tagja (2001).

## Életpályája
Majcen Bálint és Bratusa Margit leányaként született. Középiskolai tanulmányait Nagykanizsán végezte. Orvosnak készült, majd tanítói diplomát szerzett és tanított. 1957-ben felvették a Színház- és Filmművészeti Főiskolára, ahol színésznőként 1961-ben kapott diplomát. 1961-től korai haláláig a Veszprémi Petőfi Színház tagja volt. Leginkább társalgási darabok fiatal hősnőit és drámai karakterszerepeket alakított. Ő játszotta többek között Tatjánát a Latinovits Zoltán rendezésében színre vitt  Gorkij-darabban, a Kispolgárokban. 1960-tól több filmszerepet is vállalt. Súlyos betegsége miatt korán lezárult pályája, 36 évesen hunyt el. 2001-ben a Veszprémi Petőfi Színház örökös tagjává választották. Férje dr. Ardai Alajos György volt, akivel 1966-ban kötött házasságot Budapesten.

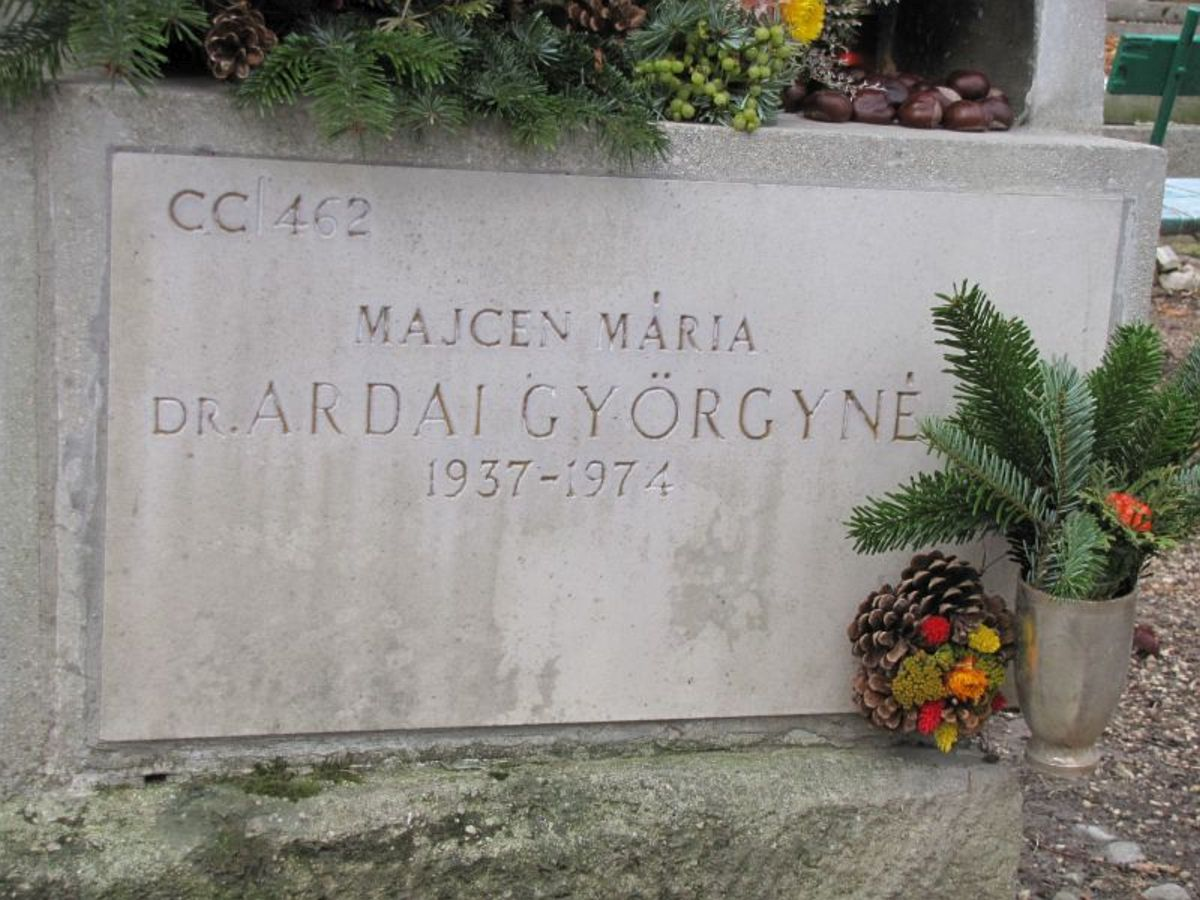
Sírja a Farkasréti temetőben (CC-462. fülke)

## Fontosabb színházi szerepei
- William Shakespeare: Szentivánéji álom... Puck vagy Robin pajtás
- William Shakespeare: Hamlet, dán királyfi... Gertrúd, dán királyné, Hamlet anyja
- William Shakespeare: Sok hűhó semmiért... Beatrice, Leonato unokahúga
- William Shakespeare: Antonius és Kleopátra... Iras, Cleopatra szolgálója
- Victor Hugo: A királyasszony lovagja... D'Albuquerque hercegnő
- Oscar Wilde: Hazudj igazat... Gwendolen, Lady Bracknell leánya
- Eugène Scribe: Egy pohár víz... Abigail Churchill
- Bertolt Brecht: Koldusopera:... Lucy, Brown lánya
- George Bernard Shaw: Bolondok háza... Lady Utterword
- George Bernard Shaw: Az ördög cimborája... Eszter
- Tennessee Williams: Orfeusz alászáll... Carol Cutrere
- Tennessee Williams: Az ifjúság édes madara... Heavenly Finley
- Jean Racine: Phaedra... Oinone, Phaedra dajkája és bizalmasa
- Anton Pavlovics Csehov: Három nővér... Irina
- Makszim Gorkij: Kispolgárok... Tatjána, Besszemenovék lánya
- Borisz Lvovics Vasziljev: A hajnalok itt csendesek... Rita
- Lev Nyikolajevics Tolsztoj: Feltámadás... Jefimia Bocskova, szobaasszony
- Eduardo De Filippo: Vannak még kísértetek... Carmela, Rafael húga, elkárhozott lélek
- Giulio Scarnacci – Renzo Tarabusi: Kaviár és lencse... Matilde, Leonida testvére
- Szigligeti Ede: Liliomfi... Mariska
- Jókai Mór: Szegény gazdagok - Fatia Negra története... Anica
- Jókai Mór: A kőszívű ember fiai... Liedenwall Edith
- Petőfi Sándor – Simon István: A helység kalapácsa... Szemérmetes Erzsók
- Vörösmarty Mihály: Csongor és Tünde... Mirigy, boszorkány
- Csiky Gergely: A nagymama... Langó Seraphine
- Madách Imre: Mózes... Mária
- Heltai Jenő: Lumpáciusz Vagabundusz avagy a három jómadár... Nánika
- Móricz Zsigmond: Nem élhetek muzsikaszó nélkül... Mina néni
- Mesterházi Lajos: A tizenegyedik parancsolat... Márta
- Németh László: Nagy család... Meszlényi Lídia
- Németh László: Nagy család (II. rész)... Lidi
- Németh László: Papucshős... Viola
- Németh László: Győzelem... Ácsné
- Illyés Gyula: Különc... Orczyné
- Kertész Imre: Bekopog a szerelem... Irén
- Gáspár Margit: Ha elmondod, letagadom!... Viki
- Gáspár Margit: Embert enni tilos... Anémon
- Száraz György: III. Béla... Ágnes, III. István magyar király özvegye
- Szakonyi Károly: Adáshiba... Vanda
- Gyárfás Miklós: Kisasszonyok a magasban... Franciska, az érzékeny kisasszony
- Tabi László: Különleges világnap... Kati, Zsendáék lánya
- Peter Karvaš: Diplomaták... Gloria, Cox leánya
- Horia Lovinescu: Egy művész halála... Cristina, Aglaia lánya
- John Kirkpatrick: Ifjúság! Tavasz! Szerelem! (Még az ENSZ körül is)... Sophie, idegenvezető
- Artur Marya Swinarski: Szűzek lázadása... Deidameia, az érzéki királyleány
- Marcel Pagnol: A szép Fabien... Marinette, Emilie húga
- Marcel Achard: A világ legszebb szerelme... Stella

## Filmek, tv
- Kálvária (1960)...Gizi
- Fapados szerelem (1960)
- Májusi fagy (1961)
- Párbeszéd (1963)...Bori
- A szívroham (1964)
- Keresztelő (1967)...Jolán
- Virágvasárnap (1969)
- Felhőfejes (1972)
- Tűzoltó utca 25. (1973)...Mártika
- Az ozorai példa (1974)

## Díjak, elismerések
- Jászai Mari-díj (1970)
- Veszprém megyei művészeti díj (1971)
- A Veszprémi Petőfi Színház örökös tagja (2001)